# Justizvollzugsanstalt Bruchsal

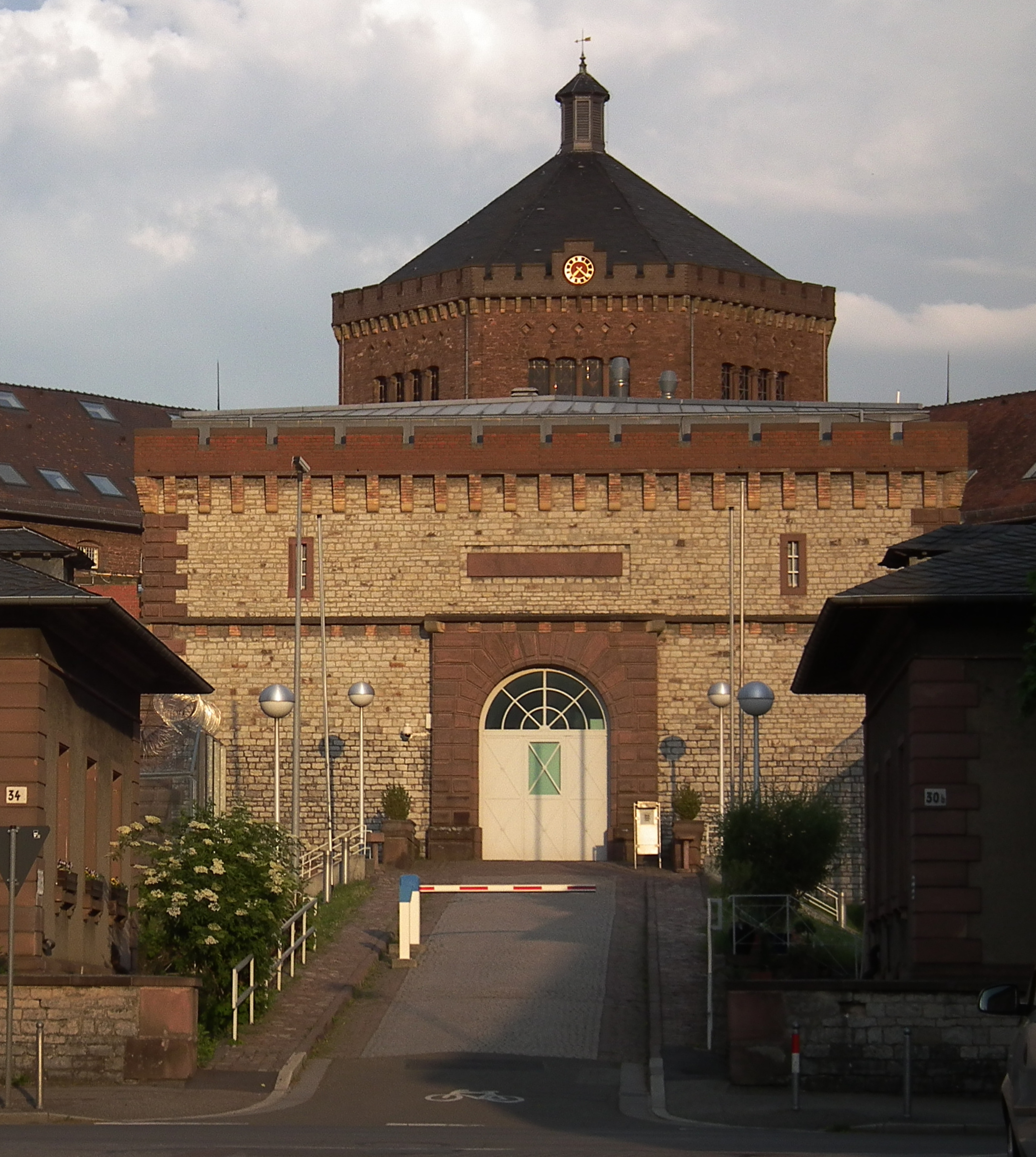
Eingang und Zentralbau der JVA Bruchsal

Die Justizvollzugsanstalt Bruchsal (ehem. Landesstrafanstalt Bruchsal) ist eine Justizvollzugsanstalt (JVA) in Bruchsal, Baden-Württemberg. Umgangssprachlich wird die Anstalt auch „Stern zu Bruchsal“ oder „Café Achteck“ (wegen der achteckigen Gefängnismauer) genannt.

## Geschichte
Das Hauptgebäude an der Schönbornstraße nordöstlich der Innenstadt wurde 1841–1848 als „Männerzuchthaus“ nach Plänen des Architekten und hochrangigen badischen Baubeamten Heinrich Hübsch errichtet. Vorbild für den vierflügligen Zentralbau mit seinen an eine Festung erinnernden, zinnenbekrönten Außenmauern war das Eastern State Penitentiary in Philadelphia (USA). Nach der Eröffnung im badischen Revolutionsjahr 1848 nahm die Anstalt zunächst die Gefangenen des niedergeschlagenen Aufstands auf.
In der Zeit des Nationalsozialismus war die Justizvollzugsanstalt Bruchsal (zusammen mit dem Strafgefängnis München-Stadelheim und dem Untersuchungsgefängnis Stuttgart) als „zentrale Hinrichtungsstätte für den Vollstreckungsbezirk VIII“ vorgesehen; als zuständiger Scharfrichter fungierte Johann Reichhart.
Nach 1945 wurden Urteile des Hadamar-Prozesses in der JVA vollstreckt, z. B. wurde Alfons Klein hingerichtet.
Bis heute wurde die Anlage durch mehrere Erweiterungen so ergänzt, dass auf dem zehn Hektar großen Gelände über 600 Gefangene untergebracht werden können. Mit etwa 320 Personalstellen in den verschiedenen Laufbahnen des Vollzugsdienstes ist sie eine mittelgroße Anstalt. Sie ist nach wie vor männlichen Gefangenen vorbehalten, überwiegend solchen mit langen Freiheitsstrafen. Sie ermöglicht etwa 400 Inhaftierten das Arbeiten in eigenen Werkstätten. Eine Außenstelle befindet sich im etwa 10 km entfernten Schloss Kislau.
Prominente Häftlinge waren der RAF-Terrorist Christian Klar sowie der Serienmörder Heinrich Pommerenke, der von 1960 bis Ende 2006 dort in Haft war. Hans-Georg Neumann wurde 1991 von der JVA Tegel nach Bruchsal verlegt. Seit Pommerenkes Tod 2008 im Justizvollzugskrankenhaus Hohenasperg war Neumann der am längsten einsitzende Häftling der Bundesrepublik Deutschland.
Am 9. August 2014 wurde ein aus Burkina Faso stammender Häftling, der sich im Hungerstreik befand und über mehrere Monate hinweg in strenger Einzelhaft saß, tot in seiner Zelle aufgefunden. Der damalige Leiter der JVA Bruchsal, leitender Regierungsdirektor Thomas Müller, wurde deshalb vom Dienst suspendiert. Es stand der Verdacht im Raum, dass das JVA-Personal den Häftling „sehenden Auges“ verhungern ließ. Die Staatsanwaltschaft Karlsruhe leitete daraufhin gegen den Anstaltsleiter und die Anstaltsärztin ein Ermittlungsverfahren wegen fahrlässiger Tötung ein. Die Anstaltsärztin wurde schließlich wegen fahrlässiger Tötung angeklagt, das Ermittlungsverfahren gegen den Anstaltsleiter hingegen mangels hinreichenden Tatverdachts ebenso wie das Disziplinarverfahren eingestellt. Thomas Müller leitet inzwischen die JVA Karlsruhe. 2017 wurde auch das Verfahren gegen die Ärztin wegen geringer Schuld gegen Zahlung von 5.000 EUR Bußgeld eingestellt.
Am 28. September 1970 besuchte Sepp Herberger das Gefängnis, es war sein erster Gefängnisbesuch überhaupt. Sein Engagement für die Resozialisierung von Strafgefangenen mündete schließlich in die Gründung der Sepp-Herberger-Stiftung. An den Besuch Herbergers vor 50 Jahren erinnerte eine Feier in der Sporthalle der JVA Bruchsal im Oktober 2020, Ehrengäste der Feier waren Ottmar Hitzfeld, Justizminister Guido Wolf und DFB-Vizepräsident Dirk Janotta.